# Faust (opera)
Faust je opera v petih dejanjih Charlesa Gounoda. Libreto sta po Goetheju napisala Jules Barbier in Michel Carre. Ker se besedilo opere dokaj oddaljuje od Goethejevega izvirnika, jo uprizarjajo v Nemčiji večinoma pod imenom Margareta. Krstna predstava je bila 19. marca 1859 v pariškem gledališču Theatre lyrique. Uspeh je bil velik, saj je že prvo sezono opera doživela 67 ponovitev. Deset let kasneje je Gounod govorjene dialoge uglasbil in v pariški Veliki operi požel še večje odobravanje. S svojo opero je odločneje vplival na Masseneta, Bizeta in Francka.
Libreto ni mogel upoštevati vsega Goethejevega obsežnega dela. Zato sta se libretista omejila le na epizodo prvega dela, in sicer na ljubezenski odnos Margerete in Fausta in njune tragične zaplete ter posledice ljubezenske zveze. Zato so nekateri kritiki besedilu očitali zelo površno "pofrancozenje" Goetheja¹. 
V slovenščino sta mdr. libreto prevedla Smiljan Samec in Andrej Capuder. Zadnja slovenska uprizoritev opere je bila na odru Cankarjevega doma v izvedbi ljubljanske Opere v začetku leta 2003.

## Osebe
- Faust - tenor
- Mefisto - bas
- Margareta - sopran
- Valentin, njen brat - bariton
- Marta, njena soseda - mezzosopran
- Siebel, študent - mezzosopran
- Wagner - bariton
- Dijaki, vojaki, meščani, meščanke, peklenske prikazni, čarovnice, strahovi.

## Vsebina
Godi se v začetku 16. stoletja na Nemškem.

### Prvo dejanje
Faustova študijska soba.
Stari Faust, utrujen od premišljevanja o skrivnostih življenja, seže po steklenički strupa. Tedaj se oglasi od zunaj vesela jutranja pesem z malim zadovoljnih kmetov, ki gredo na delo in pojo hvalnico Bogu. Faustovo srce zalije še večja grenkoba, kajti ni ga Boga, ki bi njemu še lahko vrnil mladost in ljubezen.
Prekolne vero in znanstvo, ljubezen in potrpežljivost ter pokliče hudiča. Še isti trenutek stopi predenj Mefisto in se mu ponudi v službo. Faust od njega hoče le eno, in sicer mladost, ki mu bo vrnila zamujeno slast ljubezni. Mefisto mu je brž pripravljen izpolniti željo pod pogojem, da mu po smrti zapiše dušo. Faust okleva, Mefisto pa mu pokaže v čarobnem zrcalu sliko prelepe Margarete, ki ga tako prevzame, da takoj podpiše pogodbo in izpije čudodelni napoj. Ves prerojen, mlad in poln novih upov odide s hudičem v svet.

### Drugo dejanje
Pred mestnimi vrati. Levo je prenočišče "Pri bogu Bakhusu".
Dijaki z Wagnerjem in s Sieblom na čelu popivajo z vojaki. Margaretin brat Valentin mora v vojsko in jemlje od prijateljev slovo. Težko mu je, ker zapušča sestro samo, zato mu študentje obljubijo, da jo bodo varovali. Wagner se oglasi s šaljivko o podgani, ko se v družbo vrine Mefisto, povzame glas in sam zapoje pesem o zlatu. Na to prerokuje z roke Wagnerju, da bo padel pri prvem naskoku na trdnjavo; Sieblu, da bo ovenel vsak cvet, ki se ga bo dotaknil in še, da ni daleč tisti, ki bo zadal Valentinu smrt. Za tem naredi, da priteče iz soda, ki visi kot gostilniški izvesek, vrhunsko vino in nazdravi z njim lepi Margareti. Razžaljeni Valentin poseže vmes, a tajni uroki mu zlomijo meč. Šele pred povzdignjenimi križi mečnih ročajev Valentinovih prijateljev omahne moč satanovih urokov. Pomlajeni Faust poišče Mefista in ga spomni obljube, da mu bo pomagal do lepega dekleta. Ljudstvo se med tem zbira na ples. Tudi Siebel se vrne, da bi srečal Margareto, a Mefisto ga odstrani. Ko Margareta stopi iz cerkve, se ji Faust približa, toda dostojanstveno dekle ga zavrne. Faust je še bolj očaran, Mefisto pa mu da besedo, da ga bo pripeljal do cilja.

### Tretje dejanje
Vrt ob Margaretinem domu. V ozadju je zid z vrati, levo gaj, desno paviljon z okni.
Siebel želi položiti na Margaretino okno šopek cvetic, a mu vsaka že v roki oveni. Šele ko pomoči prste v blagoslovljeno vodo, izgubi Mefistova čarovnija svojo moč. Mefisto obljubi Faustu, da mu bo preskrbel za Margareto še vse drugačno darilo. Faust izpove svoja čustva do lepega dekleta v nežni pesmi, medtem ko Mefisto, norčujoč se iz njegove slabosti, položi pred Margaretina vrata skrinjico bleščečih draguljev. Margareta se vrne še vedno vsa prevzeta od srečanja s Faustom domov in najde na pragu darilo. Radovedna si nadane dragulje ter se preda radostnemu spominu na nedavno doživetje, ki ga ji le za hip skalijo temne slutnje bodoče usode. Nališpano in razigrano jo najde nato soseda Marta, ki se kar ne more dovolj načuditi njeni lepoti. Mefisto vidi, da je prišla prava ura. S priliznjenim dvorjenjem spelje Marto od Margarete, da bi lahko k slednji nemoteno pristopil Faust. In resnično se vname med njima plamen ljubezni. Od Margaretine čistosti ganjeni Faust hoče že oditi, a Mefisto ga zadrži. Margareta zaupa svojo vročo ljubezen zvezdnati noči, Faust to sliši in ji plane v naročje. V ozadju se zasliši satanski smeh.

### Četrto dejanje
V cerkvi.
Margareta pride v cerkev prosit Boga milosti za svojega dragega in za svojega otroka. Glas težke vesti, ki jo pooseblja Mefisto, pa ji ne da miru. Tako ne najde za svoj greh ne odpuščanja niti tolažbe in se obupana zgrudi na tla. 
Pred Margeretino hišo.
Na cesti pred Margaretinim domom ljudje navdušeno pozdravljajo vojake, ki se zmagoslavno vračajo z bojišča. Z njimi se vrne tudi Valentin. Ko vpraša Siebla po sestri, se mu ta izmika z odgovorom, zato posumi, da ni nekaj v redu in plane v hišo. V tem se pojavi z Mefistom Faust, ki je ves skesan zavoljo svoje nepoštenosti. Mefisto bi rad s podoknico privabil Margareto, a se namesto nje pojavi Valentin,ki hoče obračunati z zapeljivcem svoje sestre. V dvoboju med njim in Faustom ga Mefisto ob Faustovi strani zabode do smrti. Storilca se naglo izgubita s prizorišča, na katerem se že od vseh strani zbirajo ljudje. Margareta prihiti iz hiše, se obupana vrže ob umirajočega brata, ki jo pa zavrne in v poslednjem zdihljaju prekolne. Margareta omahne obupana nad bratovim truplom.

### Peto dejanje
Divja pokrajina na planini Harz (Klek).
Mefisto s svojimi čarovnicami praznuje divjo Valpurgino noč. Na vsak način bi rad Fausta premamil s svojimi čarovnijami in priredi pred njim pravi bakanal z vsemi zapeljivostmi svojega kraljestva. A niti bučno veselje niti divji ples lepih ženskih teles ne izničita v Faustu spomina na nesrečno Margareto, ki se mu na koncu celo pokaže v prividu bleda, izmučena in s krvavo liso krog vratu. Faust takoj pohiti k njej.
Jetniška celica.
Margareta leži v ječi in čaka obsodbe, ker je v blaznosti umorila svojega otroka. Faust vdre z Mefistovo pomočjo v njeno celico, da bi ji pomagal do bega in rešitve. Margareta spozna glas svojega dragega in pred njegovimi očmi ožive trenutki nekdanje kratke sreče in blaženstva ob njegovi strani. Mefisto priganja k naglici, Margareta pa spozna v njem hudiča, se odvrne tudi od Fausta, na čigar rokah se ji pokaže Valentinova kri, in od same groze umre. Mefisto jo prekolne, toda njena v trpljenju prečiščena duša vzplove med glasovi pojočih angelov v nebo. 

## Glasbeni primer
- Arija Valentina
- zbor vojakov
- balet Valpurgina noč

## Vir
- ¹ Ciril Cvetko, Francoska opera in Charles Gounod, Mladinska knjiga, Ljubljana, 1961.